# Richard Czaya
Richard Czaya (* 23. Februar 1905 in Beuthen; † 25. Oktober 1978 in Lohr) war ein starker deutscher Schachspieler und der erste Nachkriegspräsident des Deutschen Schachbundes.

## Schachspieler
Czaya nahm von 1947 bis 1949 dreimal an deutschen Meisterschaften teil und belegte jeweils gute Plätze. 1949 mit dem Barmer Schachverein und 1959 mit dem Hannoverschen SK gewann er die deutsche Mannschaftsmeisterschaft.

## Funktionär
Czaya wurde am 19. September 1948 zum Präsidenten der 1946 gegründeten Arbeitsgemeinschaft deutscher Schachverbände (ADS) gewählt.
Nach dem Zweiten Weltkrieg wurde 1950 der Deutsche Schachbund neu gegründet. Czaya wurde Präsident. Dieses Amt gab er 1951 allerdings aus beruflichen Gründen wieder auf. Während seiner Präsidentschaft bewegte er einige wichtige Dinge:
- 1950 wurde der Deutsche Schachbund als assoziiertes Mitglied in den Deutschen Sportbund aufgenommen.
- 1950 wurde der Deutsche Schachbund in Kopenhagen wieder in die FIDE aufgenommen.
- deutsche Teilnahme an der Schacholympiade 1950 in Dubrovnik.
- 1951 Ausrichtung des Europa-Zonenturniers in Bad Pyrmont.

Für seine Verdienste wurde Czaya zum Ehrenmitglied des Deutschen Schachbundes ernannt.

## Beruf
Czaya arbeitete als Textilkaufmann in Alfeld an der Leine.